# Binntal
La Binntal (in italiano Valle di Binn, in francese La Vallée de Binn) è una valle svizzera sita come diramazione della Valle del Rodano, nel cantone Vallese, nel distretto di Goms e confina a Nord-Est con il comune di Goms, a Nord con il comune di Ernen, ad Ovest con il distretto di Östlich Raron e a Sud e ad Est con l'Italia (provincia piemontese di Verbano-Cusio-Ossola), i monti che fanno da confine con l'Italia fanno da spartiacque con la Valdossola, valle sita, rispetto alla Binntal, oltralpe nonché valle confinante.
È percorsa da affluenti e sub-affluenti del Rodano che si immettono nel Rodano presso Ernen.
Il capoluogo è Binn il quale ricopre gran parte della valle con la sua superficie, mentre la parte restante della valle, la terminale, è occupata dal comune di Erne.
Nel 1936-38 fu costruito il prolungamento di 1,9 km della strada per la Bocchetta d'Arbola (in tedesco Albrunpass) (2409 metri) il quale collega la valle con l'Italia.
Fiorente è anche il turismo.

## I minerali unici della Binntal
Nella valle vi sono delle miniere con minerali unici, perlopiù solfuri, tra cui la Lengenbachite che prende il nome dalla frazione di Binn, Lengenbach.
Questi minerali sono stati trovati solo nelle miniere della Binntal, ed hanno un interesse scientifico e collezionistico.

Infatti, molti collezionisti si aggirano nelle discariche delle miniere alla ricerca di micromount (i cosiddetti microcristalli), i quali non sono più grandi di mezzo millimetro.
Sono rari, in effetti, i campioni che superano la decina di centimetri.
I campioni di minerali della Binntal sono perlopiù neri (o, comunque, scuri) con lucentezza metallica, vitrea o subadamantina, e durezza media (fra 4 e 6 della Scala di Mohs).
I minerali si trovano in genere associati a minerali secondari della classe dei solfuri aggregati in una matrice di quarzo ed altri minerali delle Alpi bernesi.